# Acacia eriopoda
Acacia eriopoda — вид квіткових рослин з родини бобових. Ареал: Австралія (Західна Австралія).

## Середовище проживання
Зустрічається на червоних піщаних ґрунтах.

## Біоморфологічна характеристика
Росте у вигляді прямовисно куща або невеликого дерева заввишки від 2 до 8 метрів. Він дає жовті квітки з квітня по вересень. Він має або один стовбур, або ділиться на чотири або менше прямовисних, прямих основних стебла, розташованих близько до основи. Він має від середньо-сірого до світло-сірого кольору кору, яка має дрібні поздовжні тріщини вздовж стовбурів і головних гілок, що стає гладкою на менших гілках. Філодії від зеленого до сіро-зеленого кольору іноді мають жовтуватий відтінок. Філодії довгі та лінійні, у довжину від 10 до 24 см, ушир від 1 до 5 мм, прямі або дуже неглибоко загнуті з численними паралельними поздовжніми тонкими жилками. Прості суцвіття формуються у вигляді квітконосів довжиною близько 2.5 см, густо засипаних світло-золотистими квітками. Підвішені стручки, які утворюються після цвітіння, утворюються у великій кількості і мають форму, що нагадує нитку намистин завдовжки від 6 до 20 см і від 3 до 4 мм ушир. Стручки від прямих до трохи вигнутих зі світло-коричневим кольором у зрілому стані. Блискуче чорне насіння має ± еліпсоїдну форму і довжину від 4 до 6.5 мм.